# 다둥문화예술중심

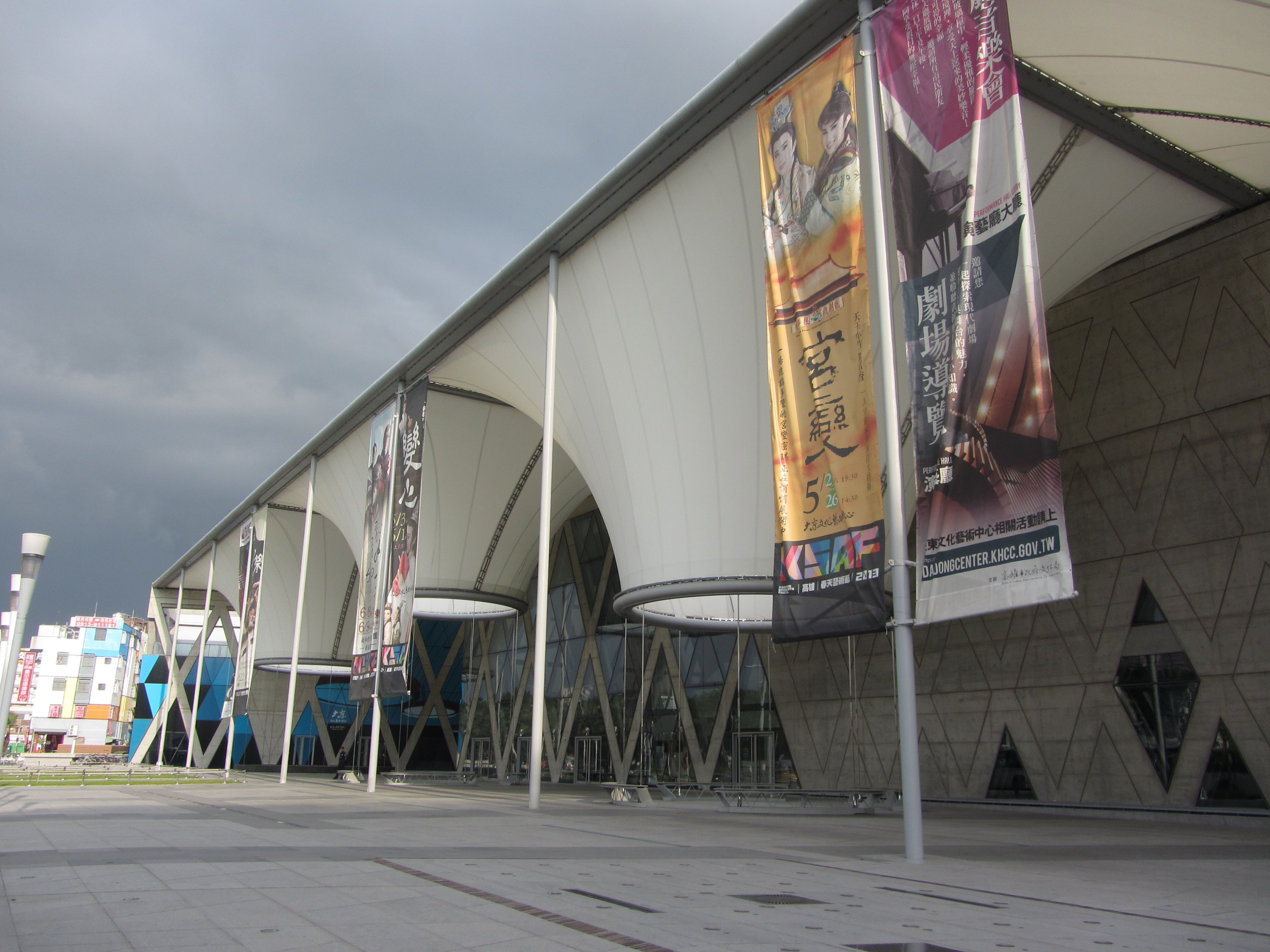

다둥문화예술중심(중국어 번체자: 大東文化藝術中心, 중국어 간체자: 大东文化艺术中心, 병음: Dàdōng Wénhuà Yìshù Zhōngxīn, 영어: Dadong Arts Center)는 중화민국 가오슝시 펑산구 (가오슝시)에 있는 예술 센터이다.

## 역사
센터 건립은 2008년 9월 착공해 2012년 3월 완공됐다.

## 건축
극장, 전시 센터, 도서관 및 교육 센터로 구성되어 있다.

## 교통
센터는 가오슝 첩운 다둥역에서 접근 가능하다.